# Anatoli Konev
Anatoli Konstantinovitsj Konev (Russisch: Анатолий Константинович Конев) (Moskou, 10 januari 1921 - Moskou, 9 november 1965) is een voormalig basketbalspeler die uitkwam voor het nationale team van de Sovjet-Unie.

## Carrière
Konev begon in 1944 bij Dinamo Moskou. Met Dinamo werd hij een keer landskampioen van de Sovjet-Unie in 1948. In 1951 ging hij naar VVS MVO Moskou. Met VVS MVO werd hij een keer landskampioen van de Sovjet-Unie in 1952. In 1953 ging Konev naar CSKA Moskou. Konev werd met CSKA twee keer tweede om het landskampioenschap van de Sovjet-Unie. Konev won een keer de zilveren medaille voor de Sovjet-Unie op de Olympische Spelen van 1952. Ook won Konev drie gouden medailles op de Europese kampioenschappen in 1947, 1951 en 1953. Konev werd op dit EK in 1953 tot beste speler van het toernooi gekozen. Kreeg de onderscheiding Meester in de sport van de Sovjet-Unie in 1948.

## Erelijst
- Landskampioen Sovjet-Unie: 2
  - Winnaar: 1948, 1952
  - Tweede: 1944, 1951, 1953, 1954, 1955
  - Derde: 1946
- Bekerwinnaar Sovjet-Unie:
  - Runner-up: 1950, 1951, 1952
- Olympische Spelen:
  - Zilver: 1952
- Europees kampioenschap: 3
  - Goud: 1947, 1951, 1953
  - Brons: 1955